# Préfecture de Skhirate-Témara
Pour les articles homonymes, voir Skhirat (homonymie).
Skhirate-Témara est une préfecture marocaine qui appartient à la région de Rabat-Salé-Kénitra et dont le chef-lieu est Témara.  Créée en 1983, elle s'étend sur un territoire de 485 km2 et comptait 393 262 habitants en 2004. 
Son gouverneur depuis 2018 est Monsieur Youssef Draiss .  

## Découpage administratif
La préfecture de Skhirate-Témara comprend :
- six communes : Témara, Skhirate, Harhoura, Aïn Attig, Tamesna et Aïn El Aouda ;
- deux arrondissements : Témara et Aïn El Aouda ;
- Cinq communes rurales : Sabbah, Mers El Kheir, El Menzeh, Oumazza et Sidi Yahya Zaër.

## Découpage communal et population par commune
La préfecture de Skhirate-Témara comprend :
- cinq communes urbaines : Témara (225 497 hab.), Skhirate (43 025 hab.), Aïn El Aouda (25 105 hab.) et Harhoura (9 245 hab.), Aïn Attig (17 668 hab.) ;
- cinq communes rurales : Sidi Yahya Zaër (28 773 hab.), Mers El Kheir (14 488 hab.), Sabbah (12 912 hab.), Oumazza (10 530 hab.) et El Menzeh (5 999 hab.)[2].

## Un climat océanique tempéré
Le climat de cette région est méditerranéen de par sa douceur tant hivernale qu'estivale et l'irrégularité de ses précipitations. Il est, ainsi, tempéré, doux et humide en raison de l'influence atlantique le long de la côte (25 km de plages).

## Un patrimoine écologique riche et varié
La préfecture englobe un ensemble d'étendues forestières naturelles et artificielles. La ceinture verte de Rabat, dont la superficie s'élève à 1 500 ha, constitue le principal espace vert de la région après celui de l'ancienne forêt de Témara fortement dégradée.